# Benjamin Mathis
Benjamin Mathis (* 11. November 1981 in Breitenbach) ist ein Schweizer Schauspieler.

## Leben
Mathis wuchs in der Nähe von Basel auf. Er arbeitete in verschiedenen Produktionen am Jungen Theater Basel, bevor er ein Schauspielstudium an der Zürcher Hochschule der Künste begann. Nach seinem Abschluss war er für zwei Jahre am Theater Junge Generation Dresden engagiert. Seit 2010 arbeitet er als freischaffender Schauspieler u. a. am Luzerner Theater, dem Schauspielhaus Zürich, dem Theater Basel und an der Kaserne Basel. Seit 2013 arbeitet er auch am Opernhaus Zürich. Im Jahr 2019 spielte Mathis die Rolle des Roger Graf in dem Schweizer Spielfilm „Bruno Manser – Die Stimme des Regenwaldes“.
Mathis lebt und arbeitet in Zürich und Basel.

## Theater (Auswahl)
- 2002/2003 Lieb Mi!: Junges Theater Basel, Regie: Sebastian Nübling[1]
- 2006: Cyrano: Theater Basel, Regie: Christina Paulhofer
- 2007: Taumaville Theater an der Sihl, Regie: Volker Hesse
- 2008: Attention Artaud: Zürcher Festspiele, Regie: Stephan Müller[2]
- 2008: Hase Hase: Theater Junge Generation Dresden, Regie: Philippe Besson
- 2009: Nathans Kinder: Theater Junge Generation Dresden, Regie: Ulrich Hub[3]
- 2010: Dornröschen: Schauspielhaus Zürich, Regie: Philippe Besson
- 2012: Die Geschichte vom blauen Planeten: Luzerner Theater, Regie: Moritz Sostmann
- 2013: Die Soldaten: Opernhaus Zürich, Regie: Calixto Bieito[4]
- 2014: Die Soldaten: Komische Oper Berlin, Regie: Calixto Bieito
- 2015: Die letzten 48 Sunden: Theater Basel, 48 Stunden Performance, Regie: Tomas Schweigen
- 2015: Die Hamletmaschine: Opernhaus Zürich, Regie: Sebastian Baumgarten
- 2016: Der Freischütz: Opernhaus Zürich, Regie: Herbert Fritsch
- 2017: Orest: Opernhaus Zürich, Regie: Hans Neuenfels
- 2017: Aufstieg und Fall der Stadt Mahagonny: Opernhaus Zürich, Regie: Sebastian Baumgarten
- 2018: Die Soldaten: Teatro Real Madrid, Regie: Calixto Bieito
- 2019: Belshazzar: Opernhaus Zürich, Regie: Sebastian Baumgarten[5]

## Filmografie (Auswahl)
- 2007: Bon Appetit (Kurzfilm)
- 2017: Die Einzigen (Fernsehfilm SRF, Regie: Maria Sigrist)
- 2019: Irgendwo in Dänemark (Kurzfilm, Regie: Gregor Brändli, Sophie Krauss)
- 2019: Bruno Manser – Die Stimme des Regenwaldes (Kinofilm, Regie: Niklaus Hilber)
- 2020: Frieden (Serie SRF/Arte, Regie: Mike Schaerer)